# Joint Task Force 2
La Joint Task Force 2 è un'unità di forze speciali dell'esercito canadese, specializzata in guerra asimmetrica ed operazioni di antiterrorismo. Fa parte del Canadian Special Forces Command.
Fu istituita il 1º aprile 1993 e può operare tanto sul suolo federale canadese tanto all'estero. Il numero 2 è dovuto al fatto che durante la guerra del Golfo fu costituita una Joint Task Force delle forze speciali canadesi, sciolta al termine del conflitto. All'inizio era composta da circa 100 soldati, selezionati tra il Canadian Airborne Regiment ed il Princess Patricia's Canadian Light Infantry. Il numero attuale dei componenti della JTF2 è un'informazione coperta da segreto di stato. Il suo quartier generale è ad Ottawa.
Negli anni la JTF 2 è stata coinvolta in numerose operazioni di scorta VIP ad alto rischio (ad esempio in Bosnia e ad Haiti), in operazioni di cattura di criminali di guerra serbi nei Balcani (congiuntamente al SAS britannico ed alla Delta Force americana) e in operazioni di evacuazione di cittadini canadesi in aree ad alto rischio, come in Ruanda nel 1994. Nel 1996 offrì consulenza alle forze armate peruviane durante la crisi con ostaggi all'ambasciata giapponese di Lima.
Nel 1999 in Kossovo, nel 2011 in Libia e dal 2014 in Iraq la JTF 2 ha dispiegato pattuglie di ricognitori per richiedere attacchi aerei mirati su forze ostili. Nel 2002 almeno 40 operatori della JTF 2 furono inseriti nella Task Force K - Bar, incaricata di catturare importanti comandanti talebani e di Al Quaeda. Il comportamento dei canadesi valse loro diversi encomi e medaglie al valore concesse loro dagli Stati Uniti. In Canada si scatenarono anche delle polemiche quando un servizio giornalistico pubblicò un articolo, munito di immagini, di operatori delle forze speciali canadesi che catturavano sospetti combattenti talebani e di Al Quaeda e li consegnavano ai commilitoni afgani; il gesto fu criticato perché contrario alle leggi canadesi, le quali non prevedono la pena di morte, ma Kabul rassicurò che nessuno dei prigionieri sarebbe stato giustiziato.
Nel 2003, dopo alcune dichiarazioni rilasciate dal governo britannico, il governo canadese dovette ammettere di aver dispiegato in Iraq almeno 30 operatori delle forze speciali, inclusa la JTF 2. Ottawa ha però dichiarato che il loro compito è la liberazione di alcuni cittadini presi in ostaggio e non il ruolo di forza combattente.
Nel 2017 un tiratore scelto della Joint Task Force 2, impegnato in Iraq contro lo Stato Islamico, elimina un terrorista e sventa un attentato kamikaze ai danni delle forze armate irachene. Il terrorista è stato colpito dalla distanza record di 3.450 metri; ciò ha fatto entrare il tiratore nella storia dei tiri in combattimento più lunghi, battendo il record di uccisione a distanza precedentemente detenuto dal caporale dell'esercito inglese Craig Harrison (il quale aveva eliminato due mitraglieri talebani dalla distanza di 2.475 metri nel 2009). La notizia è stata enfatizzata dal governo e dalle forze armate canadesi, in precedenza accusati da alcuni media internazionali e governi della Coalizione di aver ridotto drasticamente i raid aerei contro l'ISIS; Ottawa ha replicato che in compenso il più massiccio utilizzo di squadre di tiratori scelti a supporto dell'esercito iracheno e dei peshmerga curdi ha sensibilmente ridotto il rischio di provocare vittime civili e contribuito a decimare le file delle milizie avversarie.. Questo record è stato infranto nel 2023 dal soldato Viacheslav Kovalskyi, membro del SBU, che centrò un bersaglio alla distanza di 3800 metri.